# ليندا شتال
ليندا شتال (بالألمانية: Linda Stahl)‏ (و. 1985  م) هي رامية الرمح، ومنافسة ألعاب القوى، من ألمانيا، ولدت في اشتاينهايم وستفالن، شاركت في ألعاب أولمبية صيفية 2012، وألعاب القوى في الألعاب الأولمبية الصيفية 2016، والانتخابات الرئاسية الألمانية 2012، والانتخابات الرئاسية الألمانية 2017.

## التعليم
تعلمت في جامعة مونستر.

## جوائز
حصلت على جوائز منها:
- ورقة الغار الفضية.

## روابط خارجية
- ليندا شتال على موقع الاتحاد الدولي لألعاب القوى (الإنجليزية)
- ليندا شتال على موقع الاتحاد الألماني لألعاب القوى (الألمانية)
- ليندا شتال على موقع الدوري الماسي (الإنجليزية)
- ليندا شتال على موقع اللجنة الأولمبية الدولية (الإنجليزية)
- ليندا شتال على موقع أوليمبيديا (الإنجليزية)
- ليندا شتال على موقع اللجنة الأولمبية الألمانية (الألمانية)